# Roger Godeau
Roger Godeau (Veneux-les-Sablons, 21 de setembre de 1920 - Bondoufle, 13 d'abril de 2000) va ser un ciclista francès que fou professional entre 1943 i 1961. Destacà en la pista.

## Palmarès
- 1950
  -  Campió de França de Mig Fons C
- 1951
  -  Campió de França de Mig Fons A
- 1954
  - 1r als Sis dies de París (amb Georges Senfftleben)
  - 1r als Sis dies d'Aarhus (amb Georges Senfftleben)
- 1956
  -  Campió de França de Mig Fons
  - 1r al Premi Dupré-Lapize (amb Pierre Brun)
- 1957
  -  Campió de França de Mig Fons
- 1960
  -  Campió de França de Mig Fons